# رنه والنسوئلا
رنه والنسوئلا (اسپانیایی: René Valenzuela‎؛ زادهٔ ۲۰ آوریل ۱۹۵۵) بازیکن سابق و مربی فوتبال اهل شیلی است.
وی همچنین در تیم ملی فوتبال شیلی بازی کرده‌است.